# Колібрі-іскринка тринідадський
Колі́брі-іскри́нка тринідадський (Chaetocercus jourdanii) — вид серпокрильцеподібних птахів родини колібрієвих (Trochilidae). Мешкає в Південній Америці. Вид названий на честь французького зоолога Клода Журдена.

## Опис
Довжина птаха становить 6—8 см. У самців верхня частина тіла зелена, блискуча. Від очей до грудей ідуть білі смуги. Горло фіолетове, блискуче, окаймлене знизу широкою білою смугою, яка іде до боків. Решта нижньої частини тіла біла, під крилами є великі білі плями, помітні в польоті. Хвіст сильно роздвоєний, основи стернових пера і їх стрижні рудувато-коричневі. Дзьоб чорний, прямий, довжиною 13 мм. У самиць верхня частина тіла така ж, як у самців, скроні у них темні. Нижня частина тіла біла з легким охристим відтінком, на грудях світлий «комір». За очима світло-охристі смуги. центральні стернові пера темно-зелені, три крайні пари стернових пер рудувато-коричневі з темною смугою на кінці.

## Підвиди
Виділяють три підвиди:
- C. j. andinus Phelps, WH & Phelps, WH Jr, 1949 — Анди на північному сході Колумбії і північному заході Венесуели (гори Сьєрра-де-Періха і Кордильєра-де-Мерида);
- C. j. rosae (Bourcier & Mulsant, 1846) — гори Прибережного хребта на півночі Венесуели;
- C. j. jourdanii (Bourcier, 1839) — гори Прибережного хребта на північному сході Венесуели (Сукре, Монагас), острів Тринідад.

## Поширення і екологія
Тринідадські колібрі-іскринки мешкають в Колумбії, Венесуелі та на Тринідаді і Тобаго. Вони живуть у відкритих і напіввідкритих місцевостях, зокрема на узліссях вологих тропічних лісів, на кавових плантаціях, у вторинних заростях і садах, іноді в парамо. Зустрічаються на висоті від 900 до 3000 м над рівнем моря, переважно на висоті до 2500 м над рівнем моря. Під час сезону дощів, з травня по листопад, птахи мігрують у долини.
Тринідадські колібрі-іскринки живляться нектаром квітучих дерев та чагарників. Шукають їжу в нижньому і середньому ярусах лісу. Вони не захищають кормові території, а через невеликі розміри й повільний політ, як у джмелів, живляться нектаром на територіях інших колібрі.